# 서울봉래초등학교
서울봉래초등학교는 대한민국 서울특별시 중구 만리동2가에 있는 공립 초등학교이다.

## 학교 연혁
- 1895년 9월 18일 관립정동소학교 개교(중구 정동)
- 1906년 9월 1일 관립정동보통학교로 개칭
- 1910년 4월 1일 공립정동보통학교로 개칭
- 1911년 11월 1일 정동공립보통학교(4년제)로 개칭[1]
- 1937년 10월 5일 만리동 신축교사 준공
- 1938년 3월 1일 경성봉래공립소학교 개칭[2]
- 1941년 3월 15일 강당 신축
- 1941년 4월 1일 경성봉래공립국민학교 개칭[3]
- 1972년 7월 26일 수영장 개장
- 1981년 2월 27일 교사 개축공사 준공
- 1985년 10월 30일 개교 90주년 기념 쑥향제
- 1994년 12월 14일 급식실 개관
- 1995년 9월 18일 개교 100주년 기념일
- 1995년 9월 24일 동창회 조직
- 1995년 10월 7일 개교 100주년 기념 대축제
- 1995년 12월 5일 봉래 100년사 발간
- 1996년 3월 1일 현재의 교명으로 변경[4]
- 2008년 7월 9일 달빛마루, 누리마루 개관식(정보화동 증축)
- 2016년 2월 18일 제107회 졸업식 (47명, 총 26,674명)
- 2016년 6월 30일 방송실 노후시설(방송시스템) 개선 공사
- 2016년 8월 19일 냉난방(LG, 30대) 교체 공사
- 2016년 8월 31일 옥상 방수 공사(교육청 발주)
- 2017년 2월 17일 제108회 졸업식(57명, 총 26,731명)
- 2018년 1월 10일 제109회 졸업식(41명, 총 26,772명)
- 2018년 3월 1일 제26대 오시영 교장 취임
- 2019년 2월 18일 제110회 졸업식(51명, 총 26,823명)
- 2019년 5월 1일 중구형 돌봄교실 협약식
- 2019년 9월 1일 서울형 혁신학교 지정[5][6]
- 2019년 10월 1일 교실 환경 정리[7]
- 2019년 11월 1일 안전시설 확보[8]
- 2020년 2월 13일 제111회 졸업식(68명, 총 26,891명)

## 청소년 단체 활동
- 한국스카우트연맹 서울북부연맹 중구지구연합회 171단 봉래컵스카우트

## 학교 상징
- 교화(校花) - 개나리 : 아름다운 희망을 나타내는 개나리는 생각과 행동이 바른 서울봉래초등학교 어린이의 밝은 표정을 상징한다.
- 교목(校木) - 소나무 : 수호, 장수, 절개의 상징인 소나무는 성실하고 씩씩하게 자라는 서울봉래초등학교 어린이의 기상을 뜻한다.
- 캐릭터 - 꿈꾸리 이루리

## 참고 자료
- 서울봉래초등학교 - 한국교육학술정보원 학교알리미